# Angheluș
Angheluș est un village de Roumanie situé dans le județ de Covasna, en Transylvanie. Son mom hongrois est Angyalos. Angheluș dépend de la commune de Ghidfalău.
La première mention de la ville date de 1332.
Au recensement de 2002, la ville comptait 692 habitants.
Le code postal d'Angheluș est 527096.